# Sport England
Sport England è il marchio dell'English Sports Council ed è un Non-departmental public body sotto il Dipartimento della Cultura. Il suo ruolo è di fornire la principale strategia per lo sport attraverso avvisi, investimenti e promozioni sullo sport in Inghilterra.